# Ageran
Ageran (ou Ageranus, parfois Saint Ageran de Bèze) est un moine bénédictin et martyr du IXe siècle, vénéré principalement en Bourgogne. Il est associé à l'abbaye de Saint-Pierre Saint-Paul de Bèze, située au nord-est de Dijon, dans l'actuel département de la Côte-d'Or. 

## Biographie
L'abbaye de Bèze, fondée en 630, suivait initialement la règle de saint Colomban. En 826, sous l'impulsion de l'évêque de Langres, Albéric, elle adopta la règle de saint Benoît. C'est dans ce contexte qu'Ageran mène une vie monastique dédiée à la prière, à l'étude, au travail manuel; conformément aux principes bénédictins.
En 888, lors de l'invasion normande de la Bourgogne, l'abbaye fut attaquée. Ageran, avec quatre autres moines (Gerard, Genesius, Rodron et Silfrard), une jeune femme (Aldaric) et un prêtre (Ansuin),, refusa de renier sa foi chrétienne face aux envahisseurs, là où les autres moines du monastère se sont enfuis.  
Ils moururent tous en martyrs alors qu'ils défendaient l'autel.  

## Vénération
Le sacrifice de saint Ageran et de ses compagnons est un symbole de fidélité et de résistance spirituelle face à l'oppression. Sa fête liturgique est célébrée chaque année le 21 mai, en mémoire de son martyr. 